# Medicina aeronàutica
La medicina d'aviació,  medicina aeronàutica o medicina aeroespacial és un tipus de medicina preventiva o del treball en la qual els pacients o subjectes són pilots, personal de tripulació o persones relacionades amb l'aviació. L'especialitat s'esforça a tractar o prevenir condicions a les quals els tripulants d'aeronaus són especialment sensibles i aplica el coneixement mèdic als factors humans de l'aviació; és, per tant, un component molt important de la seguretat aèria.

## Quadre clínic
Algunes de les alteracions i efectes més comuns del vol són les següents:
- Hipòxia
- Visió negra
- Visió roja
- Vertigen d'instruments
- Por a volar
- Cinetosi
- Síndrome d'adaptació espacial
- Síndrome de la classe turista
- Fatiga de vol
- Jet lag